# Blandon Ferguson
Blandon Ferguson (Oakland, 1980) è un ex cestista statunitense.

## Carriera
Con gli Stati Uniti ha disputato i Campionati americani del 2001.